# Бхикшуни

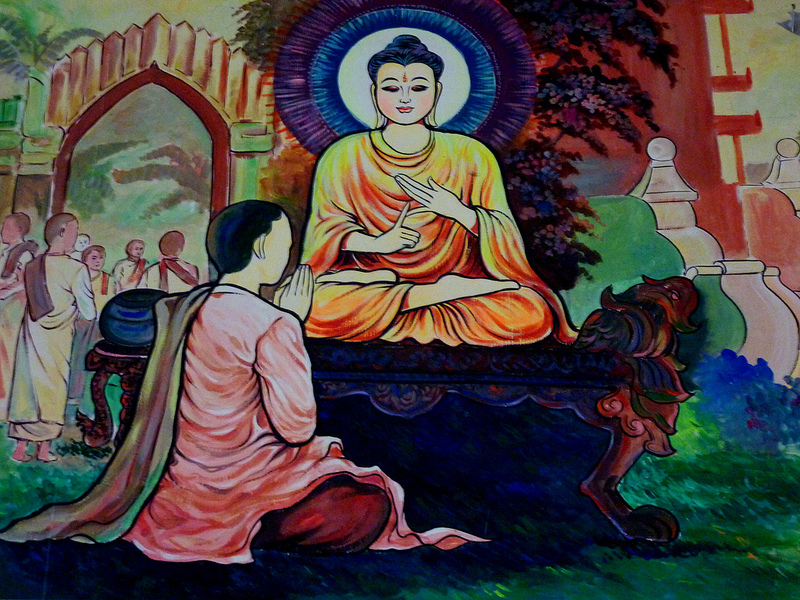
Махапраджапати получает монашеское посвящение от Будды и становится первой в мире бхикшуни.

Бхи́кшуни или бхиккхуни (санскр. bhikṣuṇī, пали bhikkhunī, в буквальном переводе — «нищая», «попрошайка») — полностью посвящённая монахиня в буддизме. Буддийские монахини, как и монахи (бхикшу), живут по правилам Винаи, но для женщин она может устанавливать больше ограничений, чем для мужчин.
Как повествуют буддийские писания, первой бхикшуни стала Махапраджапати Готами — тётя и приёмная мать Будды Шакьямуни. Именно по её просьбе основатель буддизма стал принимать в сангху и посвящать в монахини женщин. Затем эти первые буддийские монахини передали учение Будды и монашеское посвящение своим ученицам, те — своим. Так от самого́ Гаутамы Будды и его учениц начались линии женской ученической преемственности.
Большинство буддистов полагают, что ни одна женщина не может стать бхикшуни, не получив полного посвящения в монахини от действующей бхикшуни, находящейся в правильной цепи женской ученической преемственности. Возможность получить это посвящение от монаха, состоящего в цепи мужской ученической преемственности, или от бхикшуни из другой буддийской школы признаётся не всеми. В некоторых школах установлено, что на церемонии посвящения должны присутствовать сразу несколько действующих бхикшу и/или бхикшуни, и только по их общему согласию буддистка может быть принята в женскую монашескую часть сангхи.
В истории буддизма не раз возникали такие ситуации, когда в определённой местности или в конкретной школе буддизма все бхикшуни умирали либо переставали быть монахинями, и после них не оставалось полностью посвящённых учениц, могущих стать их преемницами. В этих случаях новые буддийские монахини больше не могли появиться. Другие буддистки, желавшие стать бхикшуни, не могли это сделать, потому что им не у кого было учиться и не от кого получать монашеское посвящение. В школе Тхеравада бхикшуни исчезли ещё в XI—XIII веках нашей эры, и сохранилась лишь мужская преемственность бхикшу. То же самое произошло и в буддизме Ваджраяны. Только в школе Дхармагуптака и некоторых школах Mахаяны, ныне распространённых, в основном, в Корее, Вьетнаме, КНР и на Тайване, линии женской монашеской преемственности не прерывались со времён Будды до настоящего времени. А в Тхераваде и Ваджраяне посвящение в бхикшуни не проводилось почти тысячу лет, пока в середине 1990-х годов не были приняты меры по его возобновлению путём приглашения бхикшуни из тех школ, где они сохранились. В Азии сейчас женские монашеские общины школы Тхеравада существуют на Шри-Ланке, в Таиланде, Вьетнаме и Индонезии, но многие консервативные последователи этой школы не признают современных монахинь подлинными бхикшуни.
Там, где преемственность бхикшуни была утрачена, иногда практикуются альтернативные формы женского аскетизма и самоограничения. Женщины, которых некому посвятить в бхикшуни, могут по собственной инициативе стать своеобразными «полумонахинями». Так в тибетском буддизме женщина официально может дать обет шраманери (нови́чки, послушницы). В Тхераваде женщина также может дать неформальный и ограниченный монашеский обет, сходный с тем, который раньше давали шраманери, готовившиеся стать бхикшуни. В Таиланде такие полумонахини называются «мечи» (тайск. แม่ชี), в Мьянме — «зилашин».
Согласно учению буддизма, мужчины и женщины в равной мере способны достигать любой стадии духовного развития. Несмотря на это, бхикшуни должны принять восемь дополнительных обетов, называемых гарундхаммами, которые бхикшу не принимают. Кроме того, палийской Винаей для буддийских монахинь установлено больше правил и запретов, чем для буддийских монахов, и бхикшуни занимают подчинённое положение по отношению к бхикшу — независимо от возраста, заслуг, достижений и других обстоятельств. Впрочем, подлинность «восьми гарундхамм», их принадлежность к учению самого Будды Шакьямуни и их обязательность для исполнения всеми монахинями — достоверно не подтверждены и оспаривается некоторыми исследователями и буддийскими учителями; возможно, эти дополнительные правила для женщин-монахинь были добавлены кем-то после Будды.
От ранних буддийских школ до наших дней дошла «Тхеригатха» — сборник стихотворений о просветлении, написанных старшими бхикшуни; эти стихи вошли в «Палийский канон».

## История
Как гласят буддийские предания, первые бхикшуни появились на пять лет позже первых бхикшу. Это произошло по просьбе группы женщин во главе с Махападжапати Готами, тётей Гаутамы Будды, которая растила его после смерти его матери. Поначалу Гаутама не хотел принимать в монашескую сангху женщин. Тогда Махападжапати и сотни других женщин обрили головы, оделись, как бхикшу, в жёлтые одеяния, босиком пошли к монастырю, где обитал основатель буддизма, и столпились около обители. Эта акция стало первым в известной истории митингом за равноправие женщин. Многие из тех буддисток сбили ноги в кровь, поскольку были аристократками, не привыкшими ходить босиком по земле. Увидев это, преданный ученик Будды Ананда подошёл к учителю и спросил, могут ли женщины так же, как мужчины, быть способными провести жизнь в медитации и достигнуть окончательного освобождения — Нирваны; и если да, не будет ли правильным позволить им перестать быть домохозяйками, вступить в Сангху и устремиться к спасению. Гаутама Будда ответил утвердительно и наконец согласился допустить женщин к монашескому посвящению.
В буддизме женщина может свободно достичь любой ступени духовного развития, как и мужчина. В этом буддизм уникален среди индийских религий. В канонических писаниях Будда особо подчёркивает, что женщина обладает такими же способностями к достижению состояния нирваны, как и мужчина, и точно так же может пройти все четыре стадии просветления. В других религиозных традициях мы не найдём аналога «Тхеригатхи» или «Ападаны» — письменного свидетельства высоких духовных достижений женщин.
В аналогичном ключе, основная каноническая сутра Махаяны — «Лотосовая сутра», стих 12, повествует о том, что 6000 бхикшуни-архаток получили предсказания Будды Шакьямуни о том, что они достигнут состояния боддхисатвы, а затем — и состояния Будды.

## Восемь гарундхамм

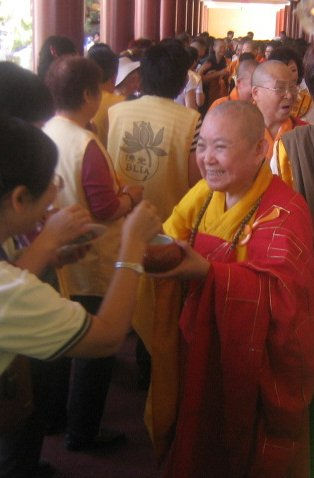
Высокопоставленная бхикшуни китайской школы с поющей чашей.

Помимо общих для всех монашествующих буддистов правил Винайи, монахини обязаны соблюдать ещё восемь правил (гарундхамм), которые к монахам-мужчинам не относятся. Происхождение «Восьми гарундхамм» до конца не ясно. По словам Будды, которые цитирует бхикшу Тханнисаро: «Ананда, если Махападжапати Готами примет восемь обетов уважения, это будет означать её полное посвящение (упасампада)». Но есть сомнения в том, действительно ли эти слова были сказаны Буддой Шакьямуни, или они были приписаны ему позднее. В соответствии с буддийскими письменными источниками, причиной такого указания Будды стали его опасения за будущее сангхи, в которую начали принимать женщин. В «Палийском каноне» есть пророчество Будды о том, что из-за того, что в составе сангхи будут и женщины тоже, эта буддистская община будет слабеть и просуществует только 500 лет. Такое пророчество встречается в Каноне только раз, и это единственное пророчество Будды, в котором указано время его осуществления.
Юнг Чунг (Young Chung) отмечает, что во времена Гаутамы Будды общество отторгало и презирало монахинь гораздо сильнее, нежели монахов, называя первых «бритоголовыми шлюхами», а вторых — просто «бритоголовыми». Нападения мирских людей на монахинь происходили тогда гораздо чаще, чем нападения на монахов, и нередко приводили к изнасилованиям. Потому бхикшуни требовалась большая защита, чем бхикшу. В таких условиях Будда решил основать женскую монашескую часть сангхи (бхикшуни-сангху), чтобы в ней защитить своих последовательниц и дать им новые духовные возможности. Эта инициатива намного опережала своё время. Обеспечение таких возможностей для женщин налагало дополнительные обязательства и на мужчин, в том числе бхикшу. Будда, вероятно, понимал всю противоречивость принятого решения, но он пошёл на такой шаг из-за многочисленных домогательств, которым подвергались его ученицы.
Виная не допускает применения силы монахом по отношению к монахине. По словам Дхаммананды Бхиккхуни:

Во времена Будды, монахини имели равные права и равные доли во всём. Был случай, когда для нужд обеих сангх принесли восемь одежд, но в том месте проживала только одна монахиня и четыре монаха. Будда поделил одежды, дав четыре штуки монахине и четыре штуки — монахам, потому что они предназначались для обеих сангх и должны были быть разделены поровну между ними, независимо от количества людей в каждой группе. Поскольку миряне приглашали монахинь в свои дома реже, чем монахов, Будда решил делить все подношения монастырю поровну между двумя сангхами. Он оберегал монахинь и был справедлив к обеим частям [сангхи]. Между монахинями и монахами отношения подчинения были такими, как между младшими сёстрами и старшими братьями, а не такими, как между рабынями и рабовладельцами.
Оригинальный текст (англ.)Nuns at the time of the Buddha had equal rights and an equal share in everything. In one case, eight robes were offered to both sanghas at a place where there was only one nun and four monks. The Buddha divided the robes in half, giving four to the nun and four to the monks, because the robes were for both sanghas and had to be divided equally however many were in each group. Because the nuns tended to receive fewer invitations to lay-people's homes, the Buddha had all offerings brought to the monastery and equally divided between the two sanghas. He protected the nuns and was fair to both parties. They are subordinate in the sense of being younger sisters and elder brothers, not in the sense of being masters and slaves.

Ян Эстли (Ian Astley) утверждает, что в том социальном окружении, в котором пришлось жить первым последователям Будды, где женщины подвергались значительной дискриминации и угрозам, желание Будды защитить основанную им сангху от негативного общественного мнения было вполне понятным, и его нельзя осуждать за это:

В те дни (как, впрочем, и сейчас в большей части индийского общества) женщину, ушедшую из дома, люди, в большей или в меньшей мере, считали шлюхой, и допускали по отношению к ней соответствующие домогательства. Формально объединившись с монахами, монахини получали преимущества бездомной жизни и при этом избегали угрозы насилия. И пока все люди с презрением не отринут такое отношение к бездомным женщинам, как это должен сделать любой цивилизованный человек, такая позиция и такое поведение по отношению к женщинам останутся необходимыми для обеспечения их безопасности, а критика Будды и его общины за то, что у них были приняты такие особые правила, будет, несомненно, неуместной.
Оригинальный текст (англ.)In those days (and this still applies to much of present Indian society) a woman who had left the life of the household would otherwise have been regarded more or less as a harlot and subjected to the appropriate harassment. By being formally associated with the monks, the nuns were able to enjoy the benefits of leaving the household life without incurring immediate harm. Whilst it is one thing to abhor, as any civilized person must do, the attitudes and behavior towards women which underlie the necessity for such protection, it is surely misplaced to criticize the Buddha and his community for adopting this particular policy.

## Степени посвящения
Посвящение в буддийские монахини происходит в несколько этапов. Первая ступень — шраманерика (ученица, послушница), вторая — шикшамана (IAST: Śikṣamāṇā) (испытуемая), третья ступень — бхикшуни, полностью посвящённая монахиня. В Индии первые бхикшуни получили монашеское посвящение от Гаутамы Будды через шесть лет после первых бхикшу, и было это примерно в VI в. до н. э.

## По регионам и школам буддизма
В древней Индии существовало восемнадцать школ Винаи, но до наших дней сохранились лишь три из них: Тхеравада (распространена в Юго-Восточной Азии и на Шри-Ланке), Дхармагуптака (Тайвань, Китай, Корея, Вьетнам) и Муласарвастивада (Тибет).

### Тибетский буддизм
На тибетском языке бхикшу называется «гелонг», а бхикшуни — «гелонгма» (тиб. , Вайли: dge slong ma). Количество правил-обетов Винаи различается в разных цепях ученической преемственности, чаще всего — 360 для монахинь и 265 для монахов. Ученики и ученицы (шраманера), готовящиеся принять посвящение, именуются «гецул» (тиб. , Вайли: dge tshul) и «гецулма» соответственно; те и другие дают двадцать пять основных обетов. Для остальных тибетских буддистов — как для семейных, так и для малолетних монастырских воспитанников, слишком юных, чтобы быть полностью посвящёнными монахами или монахинями — действуют те же пять священных заповедей, что и для мирских буддистов во всех школах. На Тибете эти миряне и воспитанники называются словом «генъен» (тиб. , Вайли: dge snyan), но монастырские воспитанники должны соблюдать такой же строгий целибат, как и взрослые посвящённые монахи. Принятие всё более строгих обетов в тибетском буддизме может происходить постепенно, путь от воспитанницы до полностью посвящённой монахини может занимать до сорока лет.

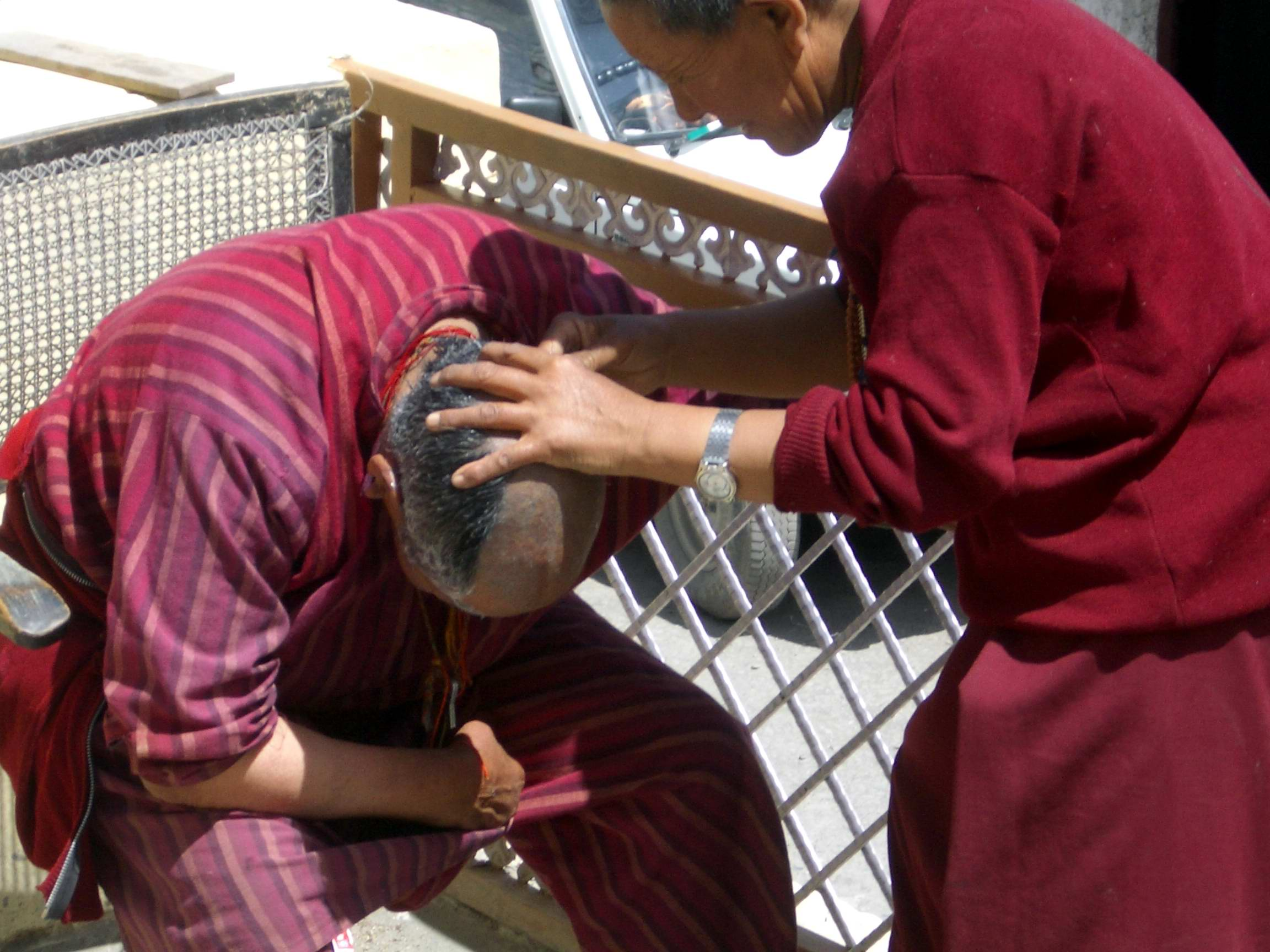
Будущей бхикшуни бреют голову перед посвящением. 2004 г., Спити, Индия

Для проведения церемонии посвящения в бхикшуни в этой школе буддизма нужно присутствие не одной, а двенадцати полностью посвящённых монахинь. Такого «кворума», скорее всего, на территории Тибета не бывало. Тибетские бхикшуни были малочисленными; лишь единицы из них оставили свои имена в истории Тибета: например, Самдинг Дордже Пхагмо (1422—1455), получившую наибольший мастерский ранг из всех тибетских женщин. Но о том, как и где прошло её посвящение в бхикшуни, мало что известно.
В начале XXI века действующий Далай-лама неоднократно выступал в поддержку женского буддийского монашества и признавал бхикшуни из всех школ буддизма, в которых их преемственность сохранилась. Насчёт возобновления посвящений в бхикшуни на Тибете он утверждал, что эта проблема не может быть решена одними тибетцами самостоятельно; она требует согласия и сотрудничества буддистов всего мира, и проблема не в том, надо или не надо давать всем женщинам возможность становиться бхикшуни, а в том, как это правильно сделать в соответствии с Винаей. Семнадцатый кармапа Ургьен Тринле Дордже также заявил о планах возобновления посвящения женщин.

### Тхеравада
На востоке и юге Азии традиции женского буддийского монашества сохранялись и развивались на протяжении нескольких столетий, но в школе Тхеравада на Шри-Ланке в XI веке нашей эры они пошли на спад; в Бирме тхеравадские бхикшуни существовали примерно до XIII столетия, но затем они и там вымерли. Были ли когда-нибудь в прошлом тхеравадские бхикшуни в Таиланде, Лаосе, Камбодже и Тибете — вопрос спорный, исторические сведения противоречивы, особенно в Таиланде. Из-за этого некоторые учёные и буддийские религиозные лидеры полагают, что в Тхераваде настоящих бхикшуни не осталось, и новые монахини в этой буддийской школе уже никак не смогут появиться, потому что им не от кого получать посвящение. Например, глава тхеравадской бхикшу-сангхи (мужской монашеской общины) Мьянмы и Таиланда считает существование полностью посвящённых бхикшуни невозможным: «Равные права для мужчин и женщин запрещены Церковным Советом. Ни одна женщина в Таиланде не может получить полного монашеского посвящения в соответствии с буддизмом Тхеравады и стать бхикшуни. Совет также издал национальное предупреждение о том, что если какой-либо монах посвятит женщин в монахини, он будет сурово наказан за это». Ещё в 1928 году Верховный патриарх Таиланда (тайск. สมเด็จพระสังฆราช), в ответ на попытки посвятить в монахини двух женщин, издал эдикт о том, что монахи не должны посвящать женщин ни в нови́чки (шаманери), ни в послушницы (сиккхаманы), ни в монахини (бхикшуни). По этому эдикту две женщины, получившие такое посвящение, были арестованы на небольшие сроки.
В Бирме были предприняты три неудачные попытки возродить бхикшуни-сангху. В 1932 году бхикшу Шин Адичча тайно посвятил двух женщин. Когда дело раскрылось, монах, на которого пало подозрение, был вынужден покинуть сангху, и обе женщины вскоре тоже отказались от монашества под давлением остракизма. В 1950-х годах монах Джетавана Саядо написал комментарий к Милиндапаньхе, к котором утверждал, что возможность посвящения в бхикшуни остаётся. Но это не привело ни каким действиям. В 1970 году некая мирянка предложила правительству Бирмы основать общину бхикшуни, но и это было безуспешно.
Не имея возможности получить полное посвящение от настоящей бхикшуни, некоторые буддистки Тхеравады нашли выход в том, чтобы по собственной инициативе давать ограниченные обеты отречения и жить в соответствии с учением Будды. Такие «полумонахини» обычно обязуются следовать восьми или десяти заповедям: это больше, чем установлено для мирских буддисток (пять заповедей), но гораздо меньше, чем для полностью посвящённых буддийских монахинь (более трёхсот правил Винаи). Они стали довольно популярными в обществе, но не получили официального признания и той поддержки в получении образования, которая предлагается монахам. Полумонахини вынуждены полагаться на собственные силы и возможности; одним из них приходится готовить еду или выполнять другую работу, пока другие практикуют и преподают медитацию.
Эти женщины обычно носят одеяния белого или розового цвета, отличающие их как от мирских женщин, так и от полностью посвящённых бхикшуни. В разных странах буддийских полумонахинь именуют по-разному: «даса сила мата» (синг. දස සිල් මාතා) на Шри-Ланке, «тилашин» (бирм. သီလရှင်) в Мьянме, «мэ чи» (тайск. แม่ชี) в Таиланде, «гурума» в Непале и Лаосе, также «мэ као» или «мэ ксин» в Лаосе, «дончи» в Камбодже, «силадхара» (англ. siladhara) в буддийских монастырях Амаравати и Чизёст (Ситтавивека) (англ. Chithurst (Cittaviveka)) в Англии.
В 1996 году, благодаря усилиям международной ассоциации буддисток «Сакядхита» (англ. Sakyadhita International Association of Buddhist Women), тхеравадское посвящение в бхикшуни было возобновлено, когда 11 женщин из Шри-Ланки получили полное посвящение в Сарнатхе, Индия. Эту процедуру проводили Додангоба Ревата Махатхера (Dodangoda Revata Mahāthera) и, позднее, Мапалагама Випуласара Махатхера (Mapalagama Vipulasāra Mahāthera) из индийского «Общества Махабодхи», при поддержке монахов и монахинь Ордена Чоге корейского сон-буддизма.
После 1996 года попытки восстановить женскую монашескую традицию тхеравады были предприняты также в Таиланде и на Шри Ланке. В Таиланде 55-летняя тайская буддистка Варанггана Ванавичаен, принявшая 8 обетов и носившая белую робу мечи, стала первой женщиной, получившей статус нови́чки в тхераваде. Она прошла соответствующую церемонию и получила золотую робу с поющей чашей в 2002 году. На Шри-Ланке произошло больше всего посвящений женщин в бхикшуни. Часть этих посвящений были проведены монахинями из сохранившейся восточно-азиатской традиции, другая — монахами тхеравадских орденов. С 2005 года множество церемоний посвящения в бхикшуни были организованы главой местного подразделения «Дамбулла» (Dambulla) монашеского ордена «Сиям Никая» (англ. Siyam Nikaya)[уточнить].

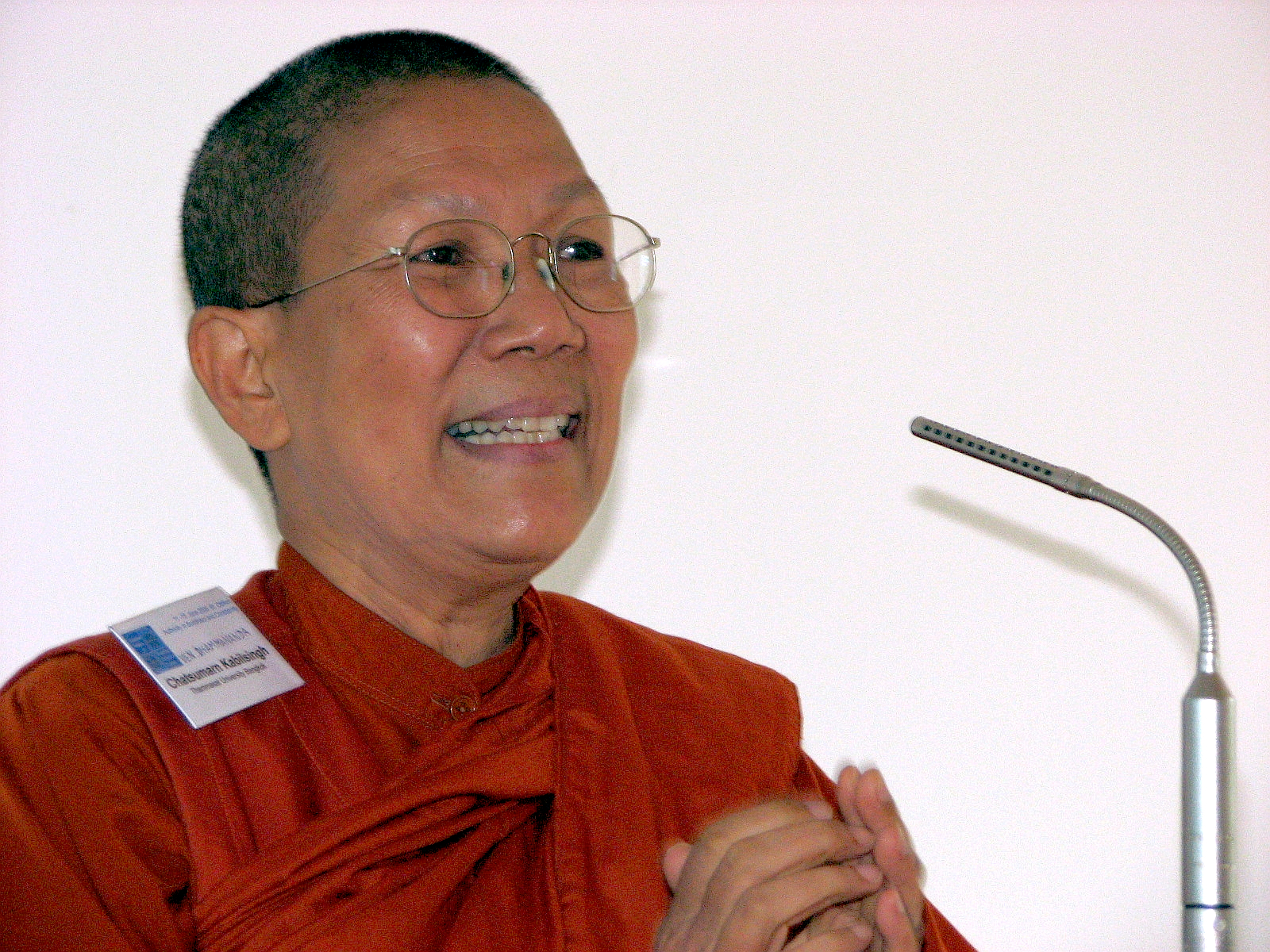
Дхаммананда Бхикшуни в 2009 году

Тайская исследовательница буддизма доктор Чатсумарн Кабилсингх (Chatsumarn Kabilsingh), сейчас известная как Дхаммананда Бхикшуни, прошла вызывающее противоречия посвящение в нови́чки, а затем и в бхикшуни на Шри-Ланке в 2003 году — после того, как там возобновилось полное посвящение женщин, и затем вернулась в Таиланд, где монашеское посвящение женщин было запрещено, и могло быть даже наказано тюремным заключением для этих женщин. Многие в Таиланде считают её «пионеркой» возрождения традиций бхикшуни. Впоследствии Сенат Таиланда пересмотрел и отменил закон 1928 года, запрещающий полное посвящение женщин в буддизме, как неконституционный и противоречащий свободе вероисповедания. Более 20 женщин пошли по стопам Дхаммананды Бхикшуни. В городах Самут Сакхон, Чиангмай и Районг начали создаваться храмы, женские монастыри и медитационные центры, возглавляемые тайскими бхикшуни. Позиция иерархов тайской сангхи значительно изменилась: от полного непризнания возможности существования бхикшуни до принятия бхикшуни как представительниц иностранных (не тайских) буддийских традиций. Однако два основных тхеравадских ордена Таиланда — «Маханикая» (Mahanikaya) и «Дхаммаютика Никая» (Dhammayutika Nikaya) пока ещё официально не признали полностью посвящённых монахинь в ранге бхикшуни. Несмотря на существенную и растущую поддержку бхикшуни религиозными иерархами, в таиландской сангхе остаётся довольно сильная оппозиция, противящаяся посвящению женщин. Консервативно настроенные буддисты Тхеравады ссылаются на шестую из Восьми гарундхамм, согласно которой бхикшуни должна получить посвящение сразу от обеих монашеских частей сангхи — и мужской, и женской; при отсутствии одной из них (действующих бхикшуни) посвящение не будет действительным, а привлечение бхикшуни из другой школы лишает смысла саму традицию ученической преемственности. С точки зрения этих консерваторов, возобновление посвящений после утраты преемственности невозможно, а все новопосвящённые монахини и те, кто будет получать посвящение от них — не являются подлинными бхикшуни. Религиовед К. К. Абсалямов называет современных техеравадских монахинь «необхиккхуни».
Первое тхеравадское посвящение в бхикшуни в Австралии состоялось 22 октября 2009 года в монастыре Бодхиньяна (англ. Bodhinyana) в городе Перт. Четыре монахини из женского монастыря Дхаммасара (англ. Dhammasara Nun's Monastery): Аджан Ваяма, Ниродха, Сери и Хасапанна — стали бхикшуни в полном соответствии с палийской Винаей.
В 2010 году бхикшуни Айя Татхалока (англ. Ayya Tathaaloka) и бхикшу Бханте Хенелопа Гунаратана (англ. Bhante Henepola Gunaratana) наблюдали за проведением двойной церемонии посвящения, произошедшей в лесном скиту Араня Бодхи (Aranya Bodhi) в округе Сонома, Калифорния, США. После проведения этого обряда четыре женщины стали полностью посвящёнными монахинями тхеравадской традиции.
У последователей Тхеравады в Индонезии первое после более чем тысячелетнего перерыва посвящение в бхикшуни состоялось в 2015 году в Висма Кусалаяни (Wisma Kusalayani) в городе Лембанг (индон. Lembang) провинции Западная Ява. Полностью посвящёнными монахинями стали Ваджрадэви Садхика Бхикшуни из Индонезии, Медха Бхикшуни из Шри-Ланки, Анула Бхикшуни из Японии, Сантасуха Сантамана Бхикшуни из Вьетнама, Сухи Бхикшуни и Сумангала Бхикшуни из Малайзии, и Дженти Бхикшуни из Австралии.

#### Сомнения в легитимности преемственности
Из всех школ восточноазиатского буддизма только Дхармагуптака смогла сохранить неразрывную преемственность бхикшуни. Монахини этой школы помогли другим школам (в том числе Тхераваде) возобновить посвящения, обеспечивая присутствие действующих бхикшуни там, где оно требовалось для посвящения новых.
Но с «легалистской» точки зрения, если женщина из одной буддийской традиции получит посвящение от монахинь из другой традиции, то это может сделать бессмысленной и недействительной саму ученическую преемственность как таковую. Неаутентичные монахини не смогут дать посвящение другим женщинам своей школы, и потому невозможно правильным образом восстановить или заново создать линии преемственности бхикшуни там, где они были прерваны.
В то же время тхеравадский монах из Германии бхикшу Аналайо, выступавший с докладом на «Международном конгрессе о роли женщин-буддисток в сангхе» (англ. The International Congress on Buddhist Women's Role in the Sangha: Bhikshuni Vinaya and Ordination Lineages), утверждал, что при необходимости монахи могут самостоятельно давать посвящения монахиням. Исследуя отношение к бхикшуни в ранних буддийских текстах и историю основания бхикшуни-сангхи, он пришёл к выводу о непрерывной действительности такого «одиночного» (то есть данного одними лишь бхикшу) посвящения в бхикшуни, которое является предметом разногласий в тибетском буддизме и в буддизме тхеравады.

### Другие школы в южной и восточной Азии
В школе Махаяна в Китае, Корее, Вьетнаме, на Тайване и в Гонконге преемственность практики бхикшуни сохранилась.
В Японии в XIII веке Мугай Нёдай стала первой настоятельницей буддийского монастыря в Японии и первой в мире женщиной — мастером дзэн. Двадцать седьмой патриарх индийского дзэн-буддизма — Праджнатара (англ. Prajnatara) — предположительно был женщиной.

## Возобновление посвящений
В июле 2007 года буддистские лидеры и учёные всех традиций собрались в Гамбурге на «Международный конгресс о роли буддийских женщин в Сангхе» (англ. International Congress on Buddhist Women's Role in the Sangha), чтобы достичь всемирного консенсуса по вопросу о возобновлении полного посвящения женщин в монахини. Присутствовало 65 делегатов: бхикшу и бхикшуни, мастера Винаи, старейшины из традиционных буддистских стран и западные буддологи. В итоговом докладе конгресса было отмечено, что все делегаты «единодушно согласились с тем, что посвящение в бхикшуни, [прерванное в традиции (школе)] Муласарвастивада, должно быть возобновлено» и цитировались слова Далай-ламы, который также полностью поддерживает это (уже в 1987 году Далай-лама XIV потребовал возобновить полное посвящение монахинь в Тибете).

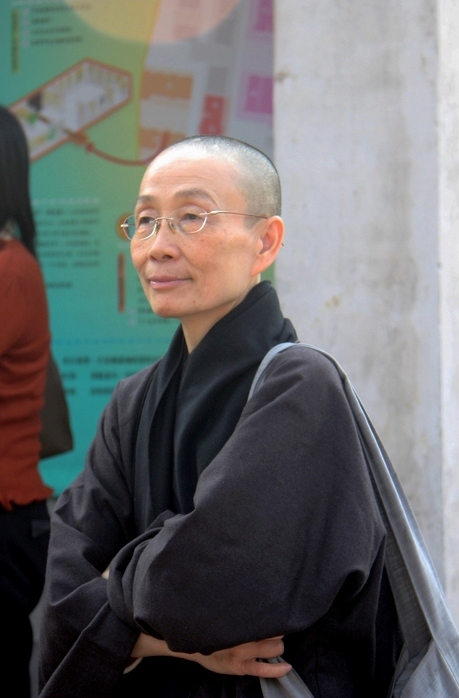
Монахиня школы Дхармагуптака тайваньского буддизма.

Также было признано, что единственная не прерывавшаяся линия женских монашеских посвящений сохранилась в школе Дхармагуптака восточноазиатского буддизма. Организаторы конгресса отметили крайнюю важность установления равенства и освобождения буддийских женщин, в том числе монахинь. «Возобновление посвящений в монахини в Тибете, установленное Далай-ламой XIV и международными сангхами монахов и монахинь, приведёт в дальнейшем к равенству и освобождению буддийских женщин. Этот конгресс имеет историческую значимость, что даст женщинам во всём мире возможность преподавать учения Будды».
Помощь в организации бхикшуни-сангхи (общины полностью посвящённых монахинь) в тех местностях, где она в настоящее время отсутствует, также была объявлена одной из основных целей «Сакядхиты», о чём было объявлено на её учредительном собрании в 1987 году в городе Бодх-Гая в Индии.
В четвёртой части итогового доклада Александр Берзина «День третий и заключительные комментарии Его Святейшества Далай-Ламы Четырнадцатого» он заявил «Но Будда дал основные права в равной мере обеим группам сангхи. Нечего даже обсуждать, нужно или не нужно возрождать посвящение в бхикшуни; вопрос только в том, как это сделать правильно в контексте Винаи».
«Восемь грандхамм» также относятся к контексту Винаи. Бхикшуни Кусума пишет: «В Пали, восемь грандхамм возникают в десятой кхандхаке, в Чулавагге». Они же присутствуют в действующей процедуре посвящения в бхикшуни.
Но этот текст не разрешается изучать до посвящения. «Будет очень полезным, если тибетские монахини смогут ознакомиться с содержимым обетов бхикшуни до того, как посвящение будет установлено — заявила Карма Лекше Цомо, профессор и бхикшуни, на этом конгрессе при обсуждении вопросов гендерного равенства и прав человека. — Традиционный обычай таков, что полностью изучить содержание обетов бхикшу или бхикшуни позволяется только после принятия этих обетов». Досточтимая Тенцин Палмо там же заявила: «Повышение статуса тибетских монахинь важно не только для повторного установления посвящения в бхикшуни [в школе] Муласарвастивада, но также для новых бхикшуни, которые смогут игнорировать Восемь гурндхарм, устанавливающих для них более низкий статус. Эти восемь правил, кроме всего прочего, были сформулированы с единственной целью избежать порицания со стороны мирского общества. В современном мире, неразрешение возобновления посвящения в бхикшуни [в школе] Муласарвастивада и почитание этих восьми [правил] — рискуют вызвать крайнее неодобрение».
В соответствии с итоговым докладом и другими доступными материалами конгресса, там не было обсуждения вопросов о том, как и насколько «Восемь гарундхамм» дискриминируют буддийских монахинь, и в каких деталях это возможно изменить в процессе в буддийской школе Муласарвастивада восстановления посвящения в бхикшуни.
В Мьянме правящий конгресс Мьянманского Буддизма принял правило о том, что в настоящее время не может быть правильного посвящения для женщин; но отдельные мьянманские монахи с этим не согласны.

## Дискриминация монахинь
В марте 1993 года в Дхармасале Сильвия Ветцель (Sylvia Wetzel) в присутствии Далай-ламы и других знаменитостей открыто высказалась о проблеме сексизма в буддийских практиках, образах и учениях. Двое старших монахов-мужчин на словах поддержали её, сказали, что их личный опыт подтверждает правоту Сильвии. Аджахн Амаро (англ. Ajahn Amaro), тхеравадский бхикшу из монастыря Амаравати сказал: «Видеть то, как монахиням не относятся с таким же уважением, как к монахам, очень больно. Это — как дротик в сердце».

Американский тибетский буддийский монах Тхубтен Пенде так высказал свою точку зрения: «Когда я переводил тексты, касающиеся церемонии посвящения, я был просто в шоке. Там сказано, что даже самая старшая монахиня должна была сидеть позади са́мого новенького монаха: пусть даже её посвящение было бо́льшим, но её тело — основа этого посвящения — было [более] низшим. „Вот оно что!..“ — подумал я. Раньше я слышал об этом поверье, но не находил его подтверждения. Я должен был зачитать этот текст на церемонии. Но я стеснялся говорить такое и стыдился того института, который представлял. Я изумлялся: „Почему она не встанет и не уйдёт?“. Я бы [ушёл]».
Оригинальный текст (англ.)American Tibetan Buddhist monk Thubten Pende gave his views: "When I translated the texts concerning the ordination ceremony I got such a shock. It said that even the most senior nun had to sit behind the most novice monk because, although her ordination was superior, the basis of that ordination, her body, was inferior. I thought, "There it is." I'd heard about this belief but I'd never found evidence of it. I had to recite this text at the ceremony. I was embarrassed to say it and ashamed of the institution I was representing. I wondered, "Why doesn't she get up and leave?" I would.

## Поэзия бхикшуни
Широко известна «Тхеригатха» — сборник стихов, также называемый «Стихи старших монахинь»; менее известны «Дискуссии древних монахинь».

## Галерея

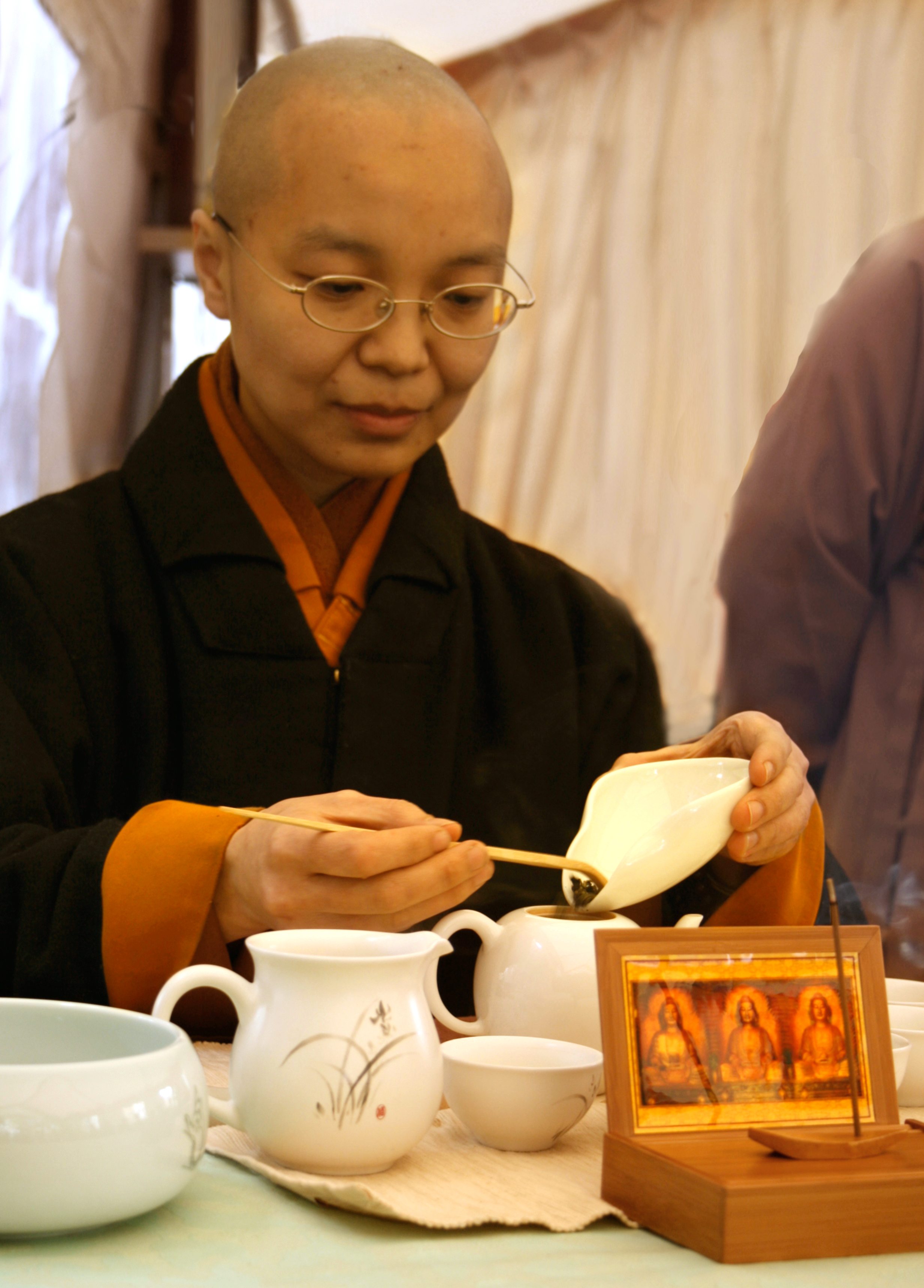
Полностью посвящённая бхикшуни. Орден Дхармагуптака, Весак, Тайвань.
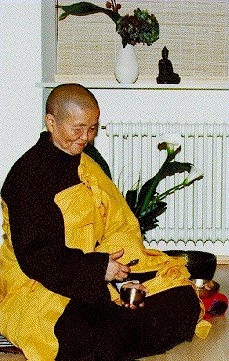
Чан Хонг (Chân Không), бхикшуни из «Ордена интербытия» (англ. Order of Interbeing)

## Список литературы
на русском языке
- Абсалямов К. К. Формы женского монашества в буддизме Тхеравады // Прогрессивный журнал «Генезис». — 2016. — № 2. — С. 53—62.
- Аякова Ж. А. Феминизация буддийского монашества в США // Вестник Бурятского государственного университета. — Улан-Удэ: Бурятский государственный университет, 2015. — Вып. 6А. — С. 38—41. — ISSN 1994-0866.
- Гунский А. Ю.[неавторитетный источник]. Женщины в раннем буддизме (по материалам палийского канона). Путь Востока. Третья молодежная конференция по проблемам философии, религии, культуры Востока. Самарский государственный университет (2000). Дата обращения: 1 мая 2016. Архивировано из оригинала 21 ноября 2014 года.
- Лепехова Е. С. Специфика описания первых буддийских монахинь в средневековых японских источниках (на основе сравнительного анализа описаний тибетских йогинь и китайских буддийских монахинь) // Восток. Афро-Азиатские общества: история и современность. — М.: Наука, 2009. — № 5. — С. 20—29. — ISSN 0869-1908.
- Уланов М.С. Женщина в буддийской культуре: традиции и современность. Элиста: Изд-во КалмГУ, 2020. 146 с.
- Уланов М.С. Буддизм в феминистском контексте: исторический опыт и современный дискурс // Logos et Praxis. 2019. Т. 18. № 2. С. 14-23.
- Уланов М.С. Женщины и женское начало в тибетском буддизме // Каспийский регион: политика, экономика, культура. 2020. №2 (63). С.102-109.
- Уланов М.С. Религиозный  статус женщины в китайской буддийской традиции // Вестник Калмыцкого     университета. 2020. № 2 (46). С.101-109.
- Уланов М.С. Женщины в истории буддийской культуры средневековой Японии // Каспийский регион: политика,     экономика, культура. 2020. №4 (65). С.97-103.
- Уланов М.С., Троицкий А.А. Женщина в индийском буддизме // Вестник Калмыцкого университета. 2018. №37(1). С.174-181.
- Уланов М.С., Бадмаев В.Н. Женское духовенство в истории буддизма у монгольских народов России // Диалог со временем. 2020. №72. С.195-208.

на других языках
- Hirakawa A. Monastic Discipline for the Buddhist Nuns: An English Translation of the Chinese Text of the Mahāsāṃghika-Bhikṣuṇī-Vinaya. — ed. 2. — Kashi Prasad Jayaswal Research Institute, 1999. — 434 p.
- Mackenzie V.[англ.]. Cave In The Snow. — Bloomsbury Publishing, 2008. — 256 p. — ISBN 1-58234-045-5.
- Rongxi, Li; Dalia, Albert A. Lives of Great Monks and Nuns. — First Printing. — Berkeley, Cailifofnia, USA: Numata Center for Buddhist Translation and Research[нем.], 2002. — ISBN 1-886439-14-1. Архивировано 1 февраля 2016 года.
- Woman’s Status in the Kalmyk and Buryat Buddhist Tradition: History and the Current State // Journal of Siberian Federal University. Humanities & Social Sciences. 2020 13(7): 1195-1206
- Women In Mahayana Buddhism // European Proceedings of Social and Behavioural Sciences. 2019. Vol. LXXVI, pp. 3237–3242.URL: https://www.futureacademy.org.uk/files/images/upload/SCTCMG2019FA435.pdf